# 史蒂夫·奥尔森 (作家)
史蒂夫·奥尔森（1956年—）是一位美国作家，专攻科学、数学与公共政策方面的写作，主要作品有《人类基因的历史地图》（Mapping Human History: Genes, Race, and Our Common Origin，曾获2002年美國國家圖書獎提名）等。